# Ошустович Фелікс Антонович
Фе́лікс Анто́нович Ошусто́вич (*1870 — †?) — український оперний співак (лірико-драматичний тенор). Володів сильним, рівним у всіх регістрах голосом широкого діапазону.

## Біографія
Народився у 1870 році в Одесі.
Закінчив Одеську художню школу та Одеське музичне училище (1886—1890 роки, клас Івана Кравцова).
Дебютував у 1890 році на сцені Київської опери (Оперне товариство під керівництвом Іполита Прянишникова) в партії Манріко («Трубадур»). 
З 1891 по 1892 рік — соліст Одеської опери. З 1892 по 1894 — Вільненської (тепер Вільнюс), з 1900 по 1901 — Іркутської, з 1901 по 1902 — Казанської, з 1903 по 1904 — Пермської. Виступав також на оперних сценах Харкова (1891–1894), Красноярська (1892), Москви (Привататна опера, 1896), Житомира (1900) та інших міст.
Володів сильним, рівним у всіх регістрах голосом широкого діапазону.

## Репертуар
- Сабінін (опера «Життя за царя» Михайла Глінки),
- Князь («Русалка» Олександра Даргомижського),
- Ленський, Герман, («Євгеній Онєгін», «Пікова дама» Петра Чайковського),
- Радамес («Аїда» Джузеппе Верді),
- Рауль, Іоан Лейденський, Васко да Ґама («Гуґеноти», «Пророк», «Африканка» Джакомо Меєрбера),
- Самсон («Самсон і Даліла» Каміля Сен-Санса),
- Каніо («Паяци» Руджеро Леонкавалло),
- Тангойзер (однойменна опера Ріхарда Вагнера).